# Byggnadsskydd i Finland

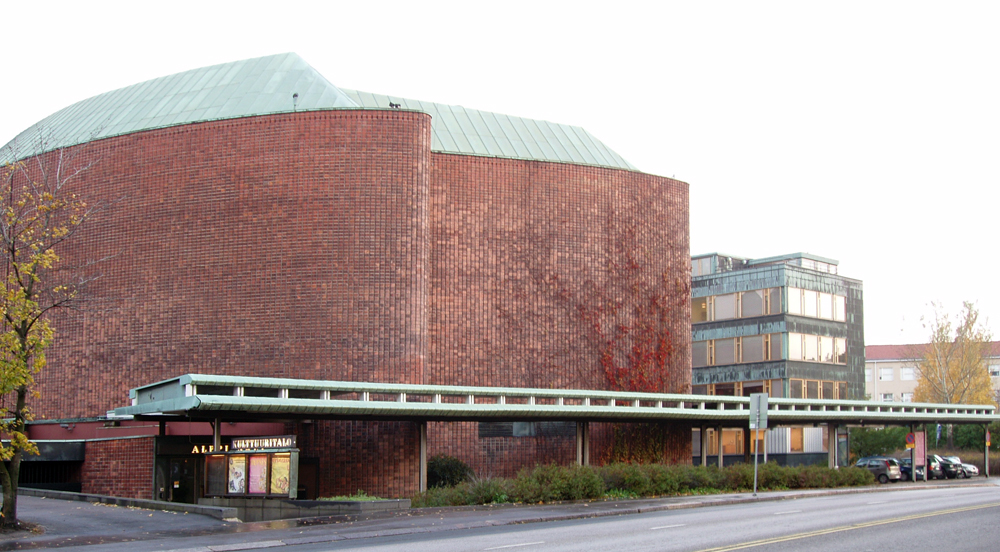
Kulturhuset i Helsingfors uppfördes av Finlands kommunistiska parti efter ritningar av Alvar Aalto. Huset, som byggdes 1955–1957 till stor del med frivillig arbetskraft, representerar Aaltos rödtegelperiod. Det är skyddat enligt ett statsrådsbeslut av 1989. Idag arbetar där bland annat Museiverkets byggnadshistoriska avdelning.

Byggnadsskyddet i Finland regleras dels genom byggnadsskyddslagen, dels genom andra statliga och kommunala stadganden. Enligt byggnadsskyddslagen av 1985 bör alla sådana fornlämningar, byggnader, byggnadsgrupper och bebyggda områden som har kultur- eller arkitekturhistorisk betydelse eller motsvarande värden skyddas. Skyddet gäller även fast inredning, till exempel trappor och trapphus. 
Det statliga byggnadsskyddet handhas av Museiverket och dess byggnadshistoriska avdelning. Byggnadshistoriska avdelningen samarbetar med undervisnings- och miljöministerierna, miljöcentralerna, Senatfastigheter och fastighetsenheterna, kyrkan, landskapssammanslutningar, kommunerna samt med ägare till värdefulla byggnader och verkar i nära kontakt med landskapsmuseerna. Avdelningen erbjuder sakkunnigtjänster i fråga om byggnadshistoria och restaurering, publicerar guider och samlar in och upprätthåller arkiv, register och databaser över betydelsefull byggnadskultur av riksintresse samt fördelar restaureringsbidrag för renovering av värdefulla byggnader. Över 200 helheter (det vill säga enskilda byggnader eller grupper av byggnader) har hittills (2002) skyddats med stöd av lagen om byggnadsskydd. 
Det landskapsmässiga och kommunala byggnadsskyddet regleras genom landskaps-, general- och detaljplaner. Det finns uppskattningsvis 12 000–15 000 byggnader som skyddats genom kommunal detalj- och byggnadsplanering, vilket dock utgör endast knappt två procent av hela byggnadsbeståndet i Finland. 
Åbo och Tavastehus slott samt gråstenskyrkorna utgör landets äldsta bevarade medeltida byggnader. De medeltida trähusen har för länge sedan försvunnit. I de sex städer som uppkom eller grundades på medeltiden är det bara små rester kvar av den ursprungliga stadsstrukturen. Det regelbundna rutmönstret i de gamla städerna har bevarats bättre i de städer som grundades på 1600–1800-talen. 
I europeisk jämförelse är byggnadstraditionen i Finland således relativt ung. Inom statistiken omfattar kategorin "gamla hus" sådana byggnader som uppförts före år 1920. Deras andel av hela byggnadsbeståndet har minskat med ungefär en femtedel sedan 1970. På trettio år har andelen "gamla hus" sålunda minskat från 14 till 7 procentenheter. Byggnadernas åldersstruktur är en indikator som belyser hur kulturarvet bevaras i form av gamla byggnader, som i sin tur avspeglar byggnadsstilarna under olika epoker och rymmer minnen från Finlands historia. Den bebyggda miljöns värde utgör två tredjedelar av hela nationalegendomen. Skyddet av den bebyggda miljön handlar inte bara om byggnader och ekonomiska aspekter, också naturen och kulturvärdena bör bevaras. 